# Alejandro Ávila Sánchez
Alejandro Ávila Sánchez (Mazarambroz, Toledo, 9 de julio de 1961) es un político español, miembro del Partido Comunista de España (PCE) y excoordinador Provincial de Izquierda Unida (IU) en Toledo, habiendo sucedido a Olvido Valero de la Cruz el 24 de marzo de 2012.

## Biografía
Cartero de profesión, además de político, es sindicalista de CC.OO. Fue concejal de Izquierda Unida (IU) en el Ayuntamiento de Mazarambroz entre 1991 y 1999,
siendo reelegido en las Elecciones Municipales de 2015. Entre el año 2004 y 2012 fue Secretario de Organización Provincial de IU Toledo. 
Encabezó la candidatura por Toledo presentada por IU, en las Elecciones Autonómicas de Castilla-La Mancha el 22 de mayo de 2011. También encabezó la candidatura de Izquierda Unida al Congreso de los Diputados por la provincia de Toledo, en las elecciones Generales del 20 de noviembre de 2011.

### Coordinador Provincial de IU Toledo
En la XIII Asamblea Provincial de IU Toledo (24 de marzo de 2012) celebrada en Añover de Tajo fue candidato a Coordinador Provincial, siendo la candidatura que encabezada la única presentada, obteniendo un 90% de los votos de los delegados y siendo elegido miembro del Consejo Político Provincial. En la reunión de ese órgano celebrada ese mismo día, fue elegido como el sucesor de Olvido Valero de la Cruz al frente de la organización provincial, con un 100% de los votos.
Dejó el cargo, cuando en la XVI Asamblea Provincial de IU Toledo, fue elegido Mario García Gómez, como nuevo Coordinador Provincial de IU Toledo. Alejandro Ávila recibió un caluroso y amplio reconocimiento al final de la votación de su Informe de Gestión, que fue aprobado por una amplia mayoría. 

### Izquierda Unida de Castilla-La Mancha
El 20 de abril de 2013, fue elegido miembro del Consejo Político Regional de Izquierda Unida de Castilla-La Mancha, en la XII Asamblea Regional celebrada en Toledo. 
Posteriormente, reunido el Consejo Político Regional de IU Castilla-La Mancha, en La Villa de Don Fadrique, fue designado dentro del organigrama de la Ejecutiva Regional de IU Castilla-La Mancha, responsable de "Refundación y Convergencia Social".
En diciembre de 2014, presentó su candidatura para concurrir a las Elecciones Primarias de IU CLM en las cuales se elegiría al candidato a la presidencia de la Junta de Comunidades de Castilla-La Mancha.
El 8 de marzo de 2015, Alejandro Ávila fue nombrado por el Consejo Político Regional de IU CLM, candidato para Presidente de la Junta de Comunidades de Castilla-La Mancha después de haber ganado a los otros dos aspirantes: Sonsoles Arnao y Jorge Fernández, el proceso de elecciones primarias para designar dicho cargo. Durante al celebración de la XVI Asamblea Provincial de IU Toledo, fue designado por unanimidad, como representante de la provincia de Toledo en la Coordinadora Regional de IU CLM.

### Izquierda Unida Federal
Durante la celebración de la X Asamblea Federal de IU, los días 14,15 y 16 de diciembre de 2012 en Madrid, fue elegido miembro del Consejo Político Federal de IU.

### Comisiones Obreras
Alejandro Ávila es en la actualidad delegado de personal en Correos por CC. OO.
Anteriormente había sido miembro de las ejecutivas de la Unión Provincial de Toledo, de la Unión Regional, de la Federación de Servicios a la Ciudadanía de Castilla-La Mancha y de la Sección Sindical Estatal de Correos de CC. OO.